# 达乌里芯芭
达乌里芯芭（学名：Cymbaria dahurica）为玄参科芯芭属下的一个种。

## 扩展阅读
- 維基物種上的相關：达乌里芯芭